# فرزان عاشورزاده
فرزان عاشورزاده (زاده ۵ آذر ۱۳۷۵ - تنکابن، مازندران) تکواندوکار اهل کشور ایران است. سابقه حضور در المپیک ۲۰۱۶ ریو را دارد، وی قهرمان مسابقات جهانی روسیه ۲۰۱۵ و دارندهٔ نشان طلا و برنز بازی‌های آسیایی در سال‌های ۲۰۱۴ و ۲۰۱۸ و قهرمان و نایب قهرمان آسیا در سال‌های ۲۰۱۴ و ۲۰۱۸ می‌باشد. همچنین در سال ۲۰۱۴ همراه تیم ملی عنوان سومی رقابت‌های جام جهانی در مکزیک بدست آورد
وی در سال ۲۰۱۴، از طرف فدراسیون جهانی تکواندو «سونامی تکواندو جهان» لقب گرفت و در سال ۲۰۲۴ به آمریکا مهاجرت کرد و وی به گفته ریاست تکواندو از بازی های ملی و دوران درخشانش خدا حافظی کرد.